# Тинберген, Николас
Николас «Нико» Ти́нберген (нидерл. Nikolaas «Niko» Tinbergen, 15 апреля 1907, Гаага — 21 декабря 1988, Оксфорд) — нидерландский этолог и орнитолог, лауреат Нобелевской премии по физиологии и медицине в 1973 году (совместно с Карлом фон Фришем и Конрадом Лоренцем) «за открытия, связанные с созданием и установлением моделей индивидуального и группового поведения животных». Брат Яна Тинбергена, первого лауреата Нобелевской премии по экономике, и Люка Тинбергена, известного голландского орнитолога и эколога.
Член Лондонского королевского общества (1962), иностранный член Национальной академии наук США (1974).
Заложил основы экспериментальной программы этологии в таких книгах, как «Изучение инстинкта». Также Нико Тинберген — известный популяризатор науки о поведении животных. В Советском Союзе популярностью пользовалась его научно-популярная книга «Осы, птицы, люди» (М., 1970).

## Достижения
Сформулировал 4 основные вопроса всех поведенческих наук :
1. какие факторы регулируют поведение?
2. каким путём формируется поведение в онтогенезе?
3. как формируется поведение в филогенезе?
4. какова его адаптивная ценность?

## Публикации
На русском языке
- Тинберген Н. Поведение животных / Пер. с англ. — М.: Мир, 1969. — 192 с.
- Тинберген Н. Осы, птицы, люди = Curious naturalists / Пер. с англ. И. Гуровой; Под ред. и с послесл. Е. Панова. — М.: Мир, 1970. — 336 с. — (В мире науки и техники). (обл.)
- Тинберген Н. Мир серебристой чайки = The Herring Gull's World, 1953, 2-е изд. 1961 / Пер. с англ. И. Г. Гуровой; Под ред. и с послесл. канд. биол. наук К. Н. Благосклонова. — М.: Мир, 1974. — 272 с. — (В мире науки и техники).
- Тинберген Н. Поведение животных = Animal Behaviour / Пер. с англ. О. Орлова и Е. Панова; Предисл. канд. биол. наук К. Э. Фабри. — Изд. доп. и перераб. — М.: Мир, 1978. — 192 с. (в пер.) (1-е изд., сокращ. — 1969)
  - Тинберген Н. Поведение животных = Animal Behaviour, 1965 / Пер. с англ. — М.: Мир, 1985. — 192 с.
- Тинберген Н. Социальное поведение животных = Social Behavior in Animals, 1953 / Пер. с англ. Ю. Л. Амченкова; Под ред. акад. РАН П. В. Симонова. — М.: Мир, 1993. — 152 с. — 15 000 экз. — ISBN 5-03-002788-2.